# كلارنس أفانت
كلارنس أفانت (بالإنجليزية: Clarence Avant)‏ هو منتج أسطوانات وملحن ومنتج أفلام أمريكي، ولد في 25 فبراير 1931 في كليماكس ‏ في الولايات المتحدة.

## وصلات خارجية
- كلارنس أفانت على موقع IMDb (الإنجليزية)
- كلارنس أفانت على موقع روتن توميتوز (الإنجليزية)
- كلارنس أفانت على موقع ميوزك برينز (الإنجليزية)
- كلارنس أفانت على موقع أول موفي (الإنجليزية)
- كلارنس أفانت على موقع قاعدة بيانات الأفلام السويدية (السويدية)
- كلارنس أفانت على موقع ديسكوغز (الإنجليزية)
- كلارنس أفانت على موقع قاعدة بيانات الفيلم (الإنجليزية)
- كلارنس أفانت على موقع كينوبويسك (الروسية)